# Hiroshi Araki
| (26887) Tokyogiants                       | 14. Oktober 1994 | [1]     |
| (46632) RISE                              | 14. Oktober 1994 | [1]     |
| (100267) JAXA                             | 14. Oktober 1994 | [1],[2] |
| - [1] mit Isao Satō - [2] mit Masanao Abe |                  |         |

Hiroshi Araki (jap. 荒木 博志, Araki Hiroshi) ist ein japanischer Astronom und Asteroidenentdecker.
Er war der stellvertretende wissenschaftliche Leiter der MUSES-C-Mission. Seine Arbeit führte im Jahre 1994 zur Entdeckung von insgesamt drei Asteroiden.
Er arbeitet am National Astronomical Observatory des Mizusawa VLBI Observatoriums in Ōshū.
Zusammen mit Kollegen des Observatoriums schuf er eine detaillierte topographische Karte des Mondes.